# 藤澤響花
藤澤 響花（ふじさわ きょうか・1997年〈平成9年〉5月19日 - ）は、日本の女性モデル、レースクイーン。静岡県静岡市出身。愛称は「きょんちゃん」。

## 略歴
駒澤大学グローバル・メディア・スタディーズ学部グローバル・メディア学科卒業。
2018年3月31日 - 4月1日の『第62回静岡まつり』で御台所役を演じた後、同年の『ミス駒澤コンテスト』でファイナリストまで進み（エントリーNo.3）、準グランプリを獲得。翌2019年3月17日に行われた『ベスト・オブ・ミス2019静岡大会』では"ミスユニバーシティ静岡”代表に選ばれた。
2020年3月8日に開催された『ベスト・オブ・ミス2020静岡大会』ではファイナリスト（エントリーNo.1）まで進み、“フォトジェニック賞”を受賞。同年と2021年の2年連続で『ARTA GALS』の一員としてSUPER GTのレースクイーン（サーキット・アテンダント）活動を行った。また後述する自身のYouTubeチャンネルの他、男女混合グループYouTuber「フォーツーレンジャー」のホワイト担当としても活動。
2022年3月まで株式会社プライムに所属していたが、現在はフリーで活動している。
2023年よりテーラーメイドゴルフアパレルのアンバサダーに就任。チームテーラーメイド に加入。
2023年より 株式会社エントリーの公式アンバサダーに就任。

## 人物
- 趣味はヨガ、ランニング[4]、カフェ巡り[雑誌 2]。
- 特技はゴルフと水泳[2]。ゴルフは自身のYouTubeチャンネルの他[3]、後述のレギュラー番組では、RQの先輩である西村いちか[注 1]と共演している[12]。
- 母親と共に富士スピードウェイでSUPER GTを観戦した際、ARTA GALSの先輩であった綾瀬まおと真木しおり[注 2]に憧れ、オーディションを受けたという[16]。
- 大学時代はアパレルブランドでアルバイトをしていた[4]。
- 憧れのモデルは森星[4][5]。

## 出演

### テレビ番組
- まるごと（静岡第一テレビ・2019年4月8日放送）
「銀シャリの旅はナビまかせ」コーナー第1回目のゲスト[17]
- 全力坂（テレビ朝日）
  - 蛇坂（2021年12月13日放送）[18]
  - 弁天坂（2022年1月5日放送）[19]
- Go!Go!ゴルフ女子（ゴルフネットワーク他、2022年11月 - ）- レギュラー出演[12]

### テレビドラマ
- 全っっっっっ然知らない街を歩いてみたものの「代官山編」（フジテレビ、2022年3月7日未明放送）[20]
- ブラック/クロウズ〜roppongi underground〜（フジテレビ、2022年12月14日 - 21日未明放送）- 第3回・第4回に出演[21]

### イベント
- 第62回静岡まつり（2018年3月31日 - 4月1日）- 御台所役[7]
- CVSTOS×ARTA SPECIAL EVENT トークショー（2021年8月28日 - 29日、松坂屋名古屋店）
沢すみれと共にARTA GALS代表として出演[22]
- Teachme Biz オンラインセミナー「人事異動にそなえる! “だれでも引き継げる”状態にするそのプロセスとは?」（2023年3月28日配信） - ゲストMC[23]

### 広告
- 「株式会社エントリー」企業アンバサダー（2023年6月 - ）[24]